# Угрехелидзе, Владимир Несторович
Влади́мир Не́сторович Угрехели́дзе (груз. ვლადიმერ უგრეხელიძე; 18 августа 1939, Тбилиси, СССР — 3 февраля 2009) — советский баскетболист, серебряный призёр Олимпийских игр. Заслуженный мастер спорта СССР (1964).

## Биография
Выступал за «Динамо» (Тбилиси) (1958—1974).
На Олимпиаде 1960 года в составе сборной СССР сыграл 8 матчей и стал обладателем серебряной медали.
Бронзовый призер чемпионата мира (1963). Чемпион Европы (1961).
Чемпион СССР 1967/68. Серебряный (1960, 1961, 1969) и бронзовый (1965) призер чемпионатов СССР.
Обладатель Кубка чемпионов 1961/62.
В 1974 году окончил факультет механизации Грузинского сельскохозяйственного института.
Заведующий кафедрой физического воспитания и спорта ТГУ (с 1997 г.), доцент.

## Награды
- Орден Чести
- Медаль «За трудовое отличие» (16.09.1960) — за успешные выступления в XVII летних и VIII зимних Олимпийских играх 1960 года, а также за выдающиеся спортивные достижения[2]